# ハーベスト・タイム・ミニストリーズ
ハーベスト・タイム・ミニストリーズ（Harvest Time Ministries）は、中川健一が主宰するキリスト教プロテスタントの福音派の団体。キリスト教の再臨運動を行っている。1986年1月 - 2010年3月までテレビ番組を放送していた。日本福音同盟の協力会員。

## 名称
名称はヨハネの福音書4:35「収穫の時」からきている。

## 聖書研究
聖書研究から日本の霊的覚醒を図ることを掲げ、聖書の解説講義、ネット配信、文書活動を行っている。
東京の恵比寿JELA（旧：日本福音ルーテル社団）を会場として、聖書の講解メッセージ集会、ハーベストフォーラム東京を毎週日曜の午後、月曜日の午前に開催している。大阪における定例会は毎月一回で、毎回1つのテーマについて聖書の解説とメッセージが語られる。これらは数日後に下記のネット配信がされている。

## 動画のネット配信
下記のテレビ伝道が2010年3月で終了した後、インターネットの広報力に着目し、聖書に関する動画配信に力を入れている。過去の講義を含めた1800本以上の動画を、「メッセージステーション」で無料視聴できる。

## 文書活動
ハーベスト・タイム・ミニストリーズの主筆として、ヘブル的聖書解釈による信徒訓練を目指して日々のディボーション・テキスト、『clay（クレイ）』を刊行している。『Clay』の特色は、聖書の各書を最初から順番に解説していき、読者が毎日数節ずつ学べるように構成されていることである。
月刊紙としては、イスラエル関連の時事を扱う『つのぶえ -ショファール-』。メシアニック・ジュー団体の月刊誌「イスラエル・トゥデイ」は日本語版を発行していたが、2010年から休刊。他、ハーベスト・タイム・マガジンも月刊紙として配布している。
既存の刊行物として『日本人に贈る聖書物語　Ⅰ族長たちの巻、Ⅱ契約の民の巻、Ⅲメシアの巻、Ⅳ諸国民の巻』(文芸社)がある。
他、『生き方指南』(アイシーメディックス)など。

## 再臨運動
再臨運動を重視している。聖書を字義どおりに解釈すれば、携挙がありキリストの再臨があるからである。この福音を伝えるために社会に向かって再臨運動を展開している。
2010年に1.日本のリバイバル、2.ユダヤ人の救い、3.メシアの再臨をテーマとして、第一回ハーベスト再臨待望聖会が開催された。以降、年1回ペースで2019年の第十回まで開催されている。

## テレビ放送
1986年1月、テレビ伝道番組『ハーベスト・タイム』の制作配給に着手した。番組アシスタントはルーシー・ディック（ヨアンナの妹）、森祐理（洛西キリスト教会）、中村啓子（ナレーター）らが務めていた。
1990年には静岡県裾野市に番組収録用スタジオを擁する広大な新本部教会施設ハーベスト・センターを建設し、ハーベスト・タイム・ミニストリーズは東京都町田市から移転した。
ハーベスト・タイム・ミニストリーズは、1989年から1990年の間、ゴスペル歌手のプロモーションビデオ専門テレビ番組『Music G』を岐阜放送、西日本放送、沖縄テレビ放送の3局ネット、続いてパワー・チャンネルで制作放映した。司会は久米小百合とマーク・ラムクイスト（Mark Ramquist）で、提供は岡山市のブティック宣愛。
番組アシスタントはルーシー・ディック（ヨアンナの妹）、森祐理、中村啓子らが務めている。
24年間続いたテレビ番組は、2010年3月末の放送をもって終了した。基幹局である千葉テレビ放送では、2010年3月27日が最終回となった。直接的な理由は、2011年の地デジ完全移行に伴う放送機材調達の費用が過大であることであったが、キリスト教伝道の本来的な目標に立ち還り、「理論的な解釈学に基づく正しい聖書理解をもつ信徒を育てる」為に、信徒訓練の場である聖書塾の運営と、塾生が全国各地で行っている聖書フォーラム運動のサポートへ活動の機軸を移すこととした。

### 放送局及び放送時間
2010年3月末で終了。30分番組であり土曜日か日曜日の朝の時間帯に放送していた。
- 千葉テレビ放送 - 基幹局
- テレビ埼玉
- テレビ神奈川
- 群馬テレビ
- テレビ金沢
- 三重テレビ放送
- 岐阜放送
- びわ湖放送
- 京都放送
- 奈良テレビ放送
- テレビ和歌山
- サンテレビジョン
- 沖縄テレビ放送

### アメリカ合衆国での放送
上記の他、放送開始2年後の1988年にロサンゼルス支局を開設し川端光生（現「キリストの栄光教会」牧師）を派遣して海外進出を果たし、アメリカ合衆国内のケーブルテレビ数局（ハワイ、ロサンゼルス、テキサス州、ニュージャージー州、ニューヨーク市）の他、クリスチャン・ブロードキャスティング・ネットワーク（Christian Broadcasting Network (CBN)）を介して対象地域に英語字幕入りで放映され、またインターネットでオンデマンド配信されていた。